# Yūki Matsuzaki
Yūki Matsuzaki (jap. 松崎 悠希, Matsuzaki Yūki; * 24. September 1981 in der Präfektur Miyazaki) ist ein japanischer Schauspieler.

## Leben
Matsuzaki begann im Alter von sieben Jahren mit der Schauspielerei, als er in einer kleinen Theatergruppe für Kinder auftrat. Er spielte bis zu seinem 18ten Lebensjahr in mehr als 50 Stücken an örtlichen Theatern mit. Nach Abschluss seiner Schulausbildung zog er nach New York City, um sich dort zum Schauspieler ausbilden zu lassen. Bei seiner Ankunft wurde ihm sein Geld gestohlen und er wurde obdachlos. Um sich seinen Lebensunterhalt zu verdienen, begann er mit Vorführungen auf dem Times Square. Schließlich erhielt er 2003 ein Engagement im Film Last Samurai. Danach erhielt er weitere Rollen, beispielsweise in Drunken Sword oder Roku. Schließlich gab ihm Clint Eastwood eine Rolle in Letters from Iwo Jima. Im Jahr 2009 spielte Matsuzaki in Der rosarote Panther 2 und 2011 in Pirates of the Caribbean – Fremde Gezeiten mit.

## Filmografie (Auswahl)
- 2002: Red Herring
- 2003: The Black Ninja
- 2003: Last Samurai (The Last Samurai)
- 2005: Drunken Sword
- 2005: Roku
- 2006: Only the Brave
- 2006: French Bomber Detective (Kurzfilm)
- 2006: Letters from Iwo Jima
- 2006: Heroes (Folge: Chapter Ten ‘Six Months Ago’)
- 2008: iCarly: Trouble in Tokio (iCarly: iGo to Japan, Fernsehfilm)
- 2009: Der rosarote Panther 2 (The Pink Panther 2)
- 2009: The 8th Samurai (Kurzfilm)
- 2009: Better Off Ted – Die Chaos AG (Better Off Ted, Folge: Jabberwocky)
- 2010: Memphis Beat (Folge: It’s All Right, Mama)
- 2010: Woher weißt du, dass es Liebe ist (How Do You Know)
- 2011: Pirates of the Caribbean – Fremde Gezeiten (Pirates of the Caribbean: On Stranger Tides)
- 2011: Melissa & Joey (Folge: Lost in Translation)
- 2012: The Newsroom (Folge: Bullies)
- 2013: Usagi-san

## Theater und Musical (Auswahl)
- Bridge von Willard Manus – The Complex Hollywood und Write Act Repertory[3]
- American Express und Legend of the First Banana – Rude Guerrilla Theater
- Merrily We Roll Along – Theatre Hollywood[4]